# Hyperledger
Hyperledger (или  Hyperledger Project) —  зонтичный проект блокчейнов с открытым исходным кодом и связанных с ними инструментов, запущенный в декабре 2015 года Linux Foundation  при содействии IBM, Intel и SAP Ariba для поддержки совместной разработки распределенных реестров на основе блокчейна. В октябре 2021 года был переименован в Hyperledger Foundation.

## История и цели
В декабре 2015 года Linux Foundation объявила о создании проекта Hyperledger. Учредители проекта были объявлены в феврале 2016 года, а еще десять членов и состав правления были объявлены 29 марта того же года. 19 мая исполнительным директором проекта был назначен Брайан Белендорф.
Целью проекта является продвижение межотраслевого сотрудничества путем разработки блокчейнов и распределенных реестров с особым акцентом на повышение производительности и надежности этих систем (по сравнению с сопоставимыми конструкциями криптовалюты), чтобы они могли поддерживать глобальные транзакции, совершаемые крупными технологическими, финансовыми и логистическими компаниями. Проект предполагает интегрировать независимые открытые протоколы и стандарты с помощью фреймворка для модулей, предназначенных для конкретного использования, включая блокчейны с их собственными процедурами консенсуса и хранения, а также сервисы для идентификации, контроля доступа и смарт-контрактов. Вначале возникла некоторая путаница в отношении того, что Hyperledger разработает собственную криптовалюту типа биткойна, но Белендорф безоговорочно заявил, что сам проект Hyperledger никогда не будет создавать свою собственную криптовалюту.
В начале 2016 года проект начал принимать предложения по инкубации кодовых баз и других технологий в качестве основных элементов. Одним из первых предложений была кодовая база, объединяющая предыдущую работу Digital Asset, libconsensus Blockstream и OpenBlockchain от IBM. Позже это начинание получило название Fabric. В мае того же года был создан распределенный реестр Intel под названием Sawtooth.
В январе 2018 года Hyperledger выпустил первую версию Sawtooth 1.0. В январе 2019 года была анонсирована первая версия Hyperledger Fabric (v1.4) с долгосрочной поддержкой.
В октябре 2021 года исполнительным директором Hyperledger Foundation была назначена Даниэла Барбоза.

## Члены и управление
Первыми участниками инициативы были независимые поставщики ПО для блокчейна (Blockchain, ConsenSys, Digital Asset, R3, Onchain); известные компании, занимающиеся технологическими платформами (Cisco, Fujitsu, Hitachi, IBM, Intel, NEC, NTT DATA, Red Hat, VMware); финансовые фирмы (ABN AMRO, ANZ Bank, BNY Mellon, CLS Group, CME Group, The Depository Trust & Clearing Corporation (DTCC), Deutsche Börse Group, JP Morgan, State Street, SWIFT, Wells Fargo, Sberbank); компании по разработке программного обеспечения для бизнеса таких как SAP; академические учреждения (Кембриджский центр альтернативных финансов, Blockchain в Колумбии, UCLA Blockchain Lab); системные интеграторы и другие компании и организации (Accenture, Calastone, Wipro, Credits, Guardtime, IntellectEU, Nxt Foundation, Symbiont, Smart Block Laboratory).
Управляющий совет проекта  состоит из десяти членов под председательством Роберта Палатника (управляющего директора и главного технологического архитектора DTCC) и технического руководящего комитета из пятнадцати человек под председательством Трейси Курт, заместителя директора по архитектуре блокчейна в Accenture.

## Известные реализации

### Hyperledger Besu
Кодовая база Ethereum корпоративного уровня.

### Hyperledger Fabric
Инфраструктура блокчейна, первоначально предоставленная IBM и Digital Asset, обеспечивающая модульную архитектуру с разграничением ролей между узлами в инфраструктуре, заключение смарт-контрактов  и настраиваемыми службами консенсуса и членства. .Сеть Fabric включает: (1) «одноранговые узлы» (англ. Peer nodes),  которые выполняют чейн-код, имеют доступ к данным реестра, подтверждают транзакции и взаимодействуют с приложениями; (2) «узлы-заказчики» (Orderer nodes), которые обеспечивают согласованность блокчейна и доставляют подтвержденные транзакции одноранговым узлам; и (3) поставщики услуг членства (MSP), каждый из которых обычно реализуется как центр сертификации, управляющий сертификатами X.509, которые используются для идентификации личности и ролей участников. Hyperledger Fabric позволяет использовать различные алгоритмы консенсуса, но чаще всего используется  алгоритм Practical Byzantine Fault Tolerance (PBFT).
Fabric в первую очередь нацелен на интеграционные проекты, в которых требуется технология распределенного реестра (DLT), не предлагающая никаких услуг, ориентированных на пользователя, кроме SDK для Node.js, Java и Go.
Fabric поддерживает чейн-код в Go и JavaScript (через Hyperledger Composer, а также другие языки, такие как Java, путем установки соответствующих модулей. Поэтому он потенциально более гибок, чем конкуренты, которые поддерживают только закрытый язык смарт-контрактов.

### Hyperledger Sawtooth
Первоначально предоставленный Intel, Sawtooth включает в себя функцию динамического консенсуса, позволяющую использовать согласованные алгоритмы горячей замены в работающей сети. Среди вариантов консенсуса — новый протокол консенсуса, известный как Proof of Elapsed Time, протокол консенсуса с дизайном лотереи, который может строиться на доверенных средах выполнения, предоставляемых Intel Software Guard Extensions (SGX). Sawtooth поддерживает смарт-контракты Ethereum через «seth» -- процессор транзакций Sawtooth, интегрирующий EVM Hyperledger Burrow. Помимо поддержки Solidity, Sawtooth включает SDK для Python, Go, Javascript, Rust, Java и C++ .